# Traité de Vienne (1606)
Pour les articles homonymes, voir Traité de Vienne.

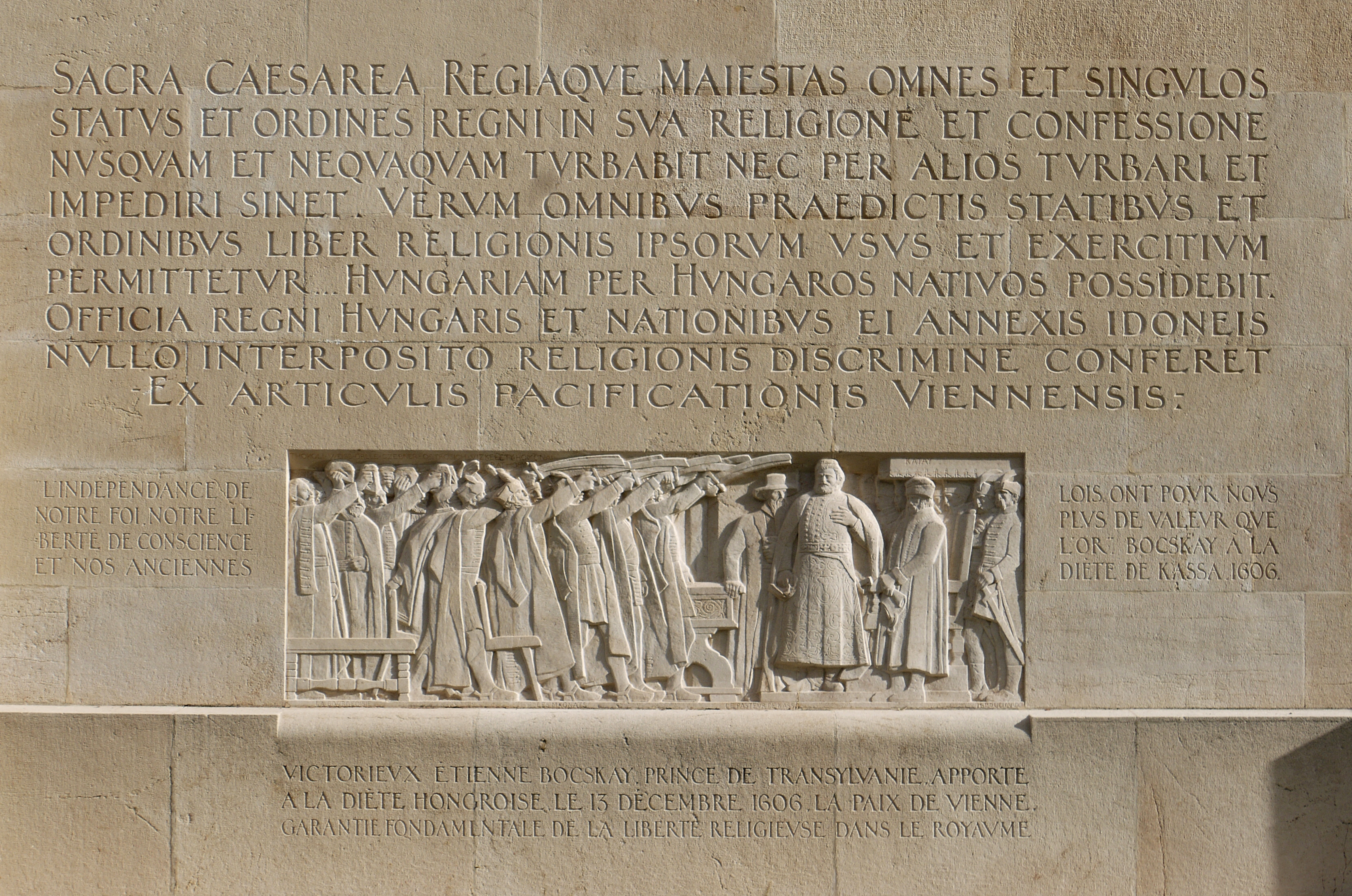
Premières phrases du traité de Vienne sur le Mur des réformateurs à Genève.

Le traité de Vienne (connu également comme la paix de Vienne) est un traité de paix signé le 23 juin 1606 entre Étienne II Bocskai, un noble hongrois, et l’archiduc Rodolphe. Sur la base des termes du traité, des droits et privilèges en matière constitutionnelle et religieuse sont reconnus aux Hongrois, à la fois dans les territoires de Transylvanie et de la Hongrie royale. Ainsi, à Sopron, l'accord reconnaît l'autorité des Hongrois luthériens sur la ville, et en Transylvanie, les Calvinistes obtiennent la tolérance religieuse. L'accord reconnaît également Bocskai comme prince de Transylvanie et garantit les droits des Transylvains à élire leurs propres princes à l’avenir.
En raison de son importance pour les Calvinistes en Hongrie et en Transylvanie, les premières phrases du traité ainsi que sa signature sont représentés sur le Mur des réformateurs à Genève, un monument destiné à honorer d’importantes figures de la Réforme protestante, à côté de la statue de Bocskai. 
En raison du fait que Bocskai s’était allié aux Ottomans pour affronter les forces du Saint-Empire romain, le traité signé à Vienne en juin est suivi par la paix de Zsitvatorok, conclue entre le sultan Ahmet Ier et l’archiduc Matthias Ier d’Autriche (11 novembre 1606).

## Sources et références
- (en) Cet article est partiellement ou en totalité issu de l’article de Wikipédia en anglais intitulé « Treaty of Vienna (1606) » (voir la liste des auteurs).